# 突尖紫堇
突尖紫堇（学名：Corydalis mucronata）为罂粟科紫堇属下的一个种。

## 扩展阅读
- 維基物種上的相關：突尖紫堇